# 卡瓦格博峰

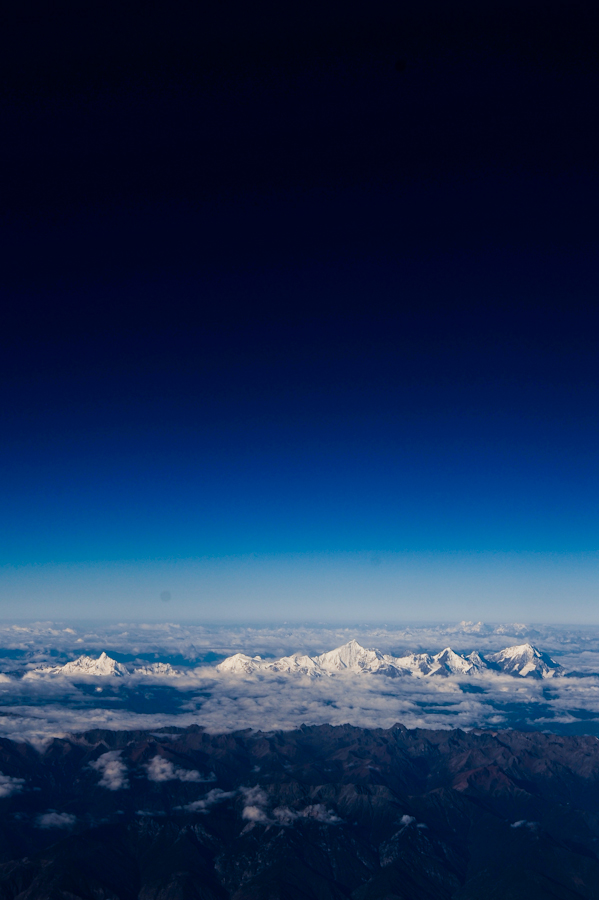
卡瓦格博

卡瓦格博峰（藏語：ཁ་བ་དཀར་པོ།，威利转写：kha ba dkar po，藏语拼音：Kawagarbo，意为“白色雪山”）位于云南省迪庆藏族自治州西北部的德钦县境内，地处云南和西藏边界，是梅里雪山乃至整个怒山的主峰，海拔6,740米。该山又称念青卡瓦格博（藏語：གཉན་ཆེན་ཁ་བ་དཀར་པོ།，威利转写：gnyan chen kha ba dkar po，藏语拼音：Nyainqên Kawagarbo）和绒赞卡瓦格博，以表明这座雪山的神性。按照当地僧俗大众传统的认识，“卡瓦格博”既是主峰的名称，也是以主峰为首的一群山神的统称。其范围大致北起德钦的溜筒江，南到永支。
从1987年到2000年，来自日本、中国、美国的登山队多次试图登上卡瓦格博的峰顶，均告失败。其中1991年，有17名成員的中日聯合登山隊在海拔5,100米的三号营地遇难。
2000年，美国大自然保护协会和迪庆州当地政府组织一次国际会议，讨论当地环境和文化保护的问题，与会代表签署禁止在卡瓦格博进行登山活动的呼吁书，呼吁政府立法保护神山。2001年，当地人民代表大会正式立法，不再允许在卡瓦格博进行登山活动。至今，卡瓦格博所有重要山峰均没有登顶成功的记录。

## 信仰
卡瓦格博这个名称的来源十分古老，其起源当与藏族古代的神山信仰有关。而文字的记载，早在元代藏传佛教噶玛噶举派黑帽系活佛噶玛。让穹多吉（1284年－1339年）所著的《圣地卡瓦格博焚烟祭文－祈降悉地雨》中便已出现。这一名称一直沿用至今。
卡瓦格博自古以来受藏民崇拜。在藏民的心中，卡瓦格博峰是他们保护神的居住地。当地人认为：人类一旦登上峰顶，神便会离开他们而去。缺少神的佑护，灾难将会降临。
在松赞干布时期，相传卡瓦格博曾是当地一座无恶不作的妖山，密宗祖师莲花生大师历经八大劫难，驱除各般苦痛，最终收服卡瓦格博山神。从此受居士戒，改邪归正，皈依佛门，做了千佛之子格萨尔麾下一员剽悍的神将，也成为千佛之子岭尕制敌宝珠雄狮大王格萨尔的守护神，称为胜乐宝轮圣山极乐世界的象征，多、康、岭（青海、甘肃、西藏及川滇藏区）众生绕匝朝拜的胜地。
卡瓦格博雄居八大神山之首，统领另七大神山，225中神山以及各小山神，维护自然的和谐与宁静。藏族认为，每一座高山的山神统领一方自然，而卡瓦格博则统领整个自然界之所有。在卡瓦格博山下，你不能谈论一切细微之处的美丽，因为对任何出自自然的微瑕之美的言语称赞都仅仅赞美卡瓦格博山神统领的整个自然界的极其微小的一部分，而这些都是对卡瓦格博山神的不敬，也是对广博而和谐的自然的不敬。
藏区流传的指南经引人入佛境：“……卡瓦格博外形如八座佛光赫弈的佛塔，内似千佛簇拥集会诵经……。具佛缘的千佛聚于顶上，成千上万个勇猛空行盘旋于四方。这神奇而令人向往的吉祥圣地，有缘人拜祭时，会出现无限奇迹。带罪身朝拜，则殊难酬己愿……。” 在指南经中，对外转路线沿途所有景物，皆依佛教的内容作指引和解说，因此，所有景物都成佛的印迹灵物。据佛教之说法，佛性的有缘之人都可在转经时得如意妙果，护佑今生来世。转经路上可见诸多玛尼堆群，刻写堆集朝拜者的朝佛心愿。